# کتون وایلند–میشر
کتون وایلند–میشر (به انگلیسی: Wieland–Miescher ketone) با فرمول شیمیایی C۱۱H۱۴O۲ یک ترکیب شیمیایی با شناسه پاب‌کم ۸۹۲۶۲ است. که جرم مولی آن ۱۷۸٫۲۳ g/mol می‌باشد. 